# Friend of Dorothy

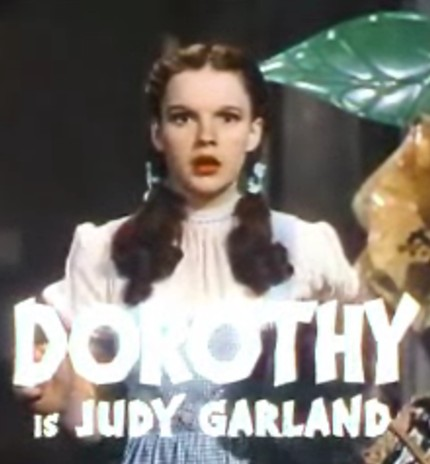
Judy Garland como Dorothy em cena de O Mágico de Oz é uma das duas origens prováveis da frase "amigo de Dorothy", referindo-se a um homem gay ou pessoa LGBTQ.

Um "Amigo de Dorothy" (em inglês: Friend of Dorothy) é uma gíria da comunidade LGBT para designar um homem gay; e, mais amplamente, qualquer pessoa LGBTQ. Afirmar isso ou perguntar se alguém era amigo de Dorothy era um eufemismo usado para discutir a orientação sexual sem que outras pessoas soubessem seu significado. A frase remonta pelo menos desde à Segunda Guerra Mundial, quando as práticas homossexuais eram ilegais nos Estados Unidos. Um termo semelhante "amigo da Sra. King" (ou amiga da rainha) foi usado na Inglaterra, especialmente na primeira metade do século XX.

## Origem
A origem exata do termo é desconhecida e existem várias teorias. É geralmente afirmado que um "amigo de Dorothy" se refere ao filme O Mágico de Oz, onde Judy Garland, que interpretou a protagonista Dorothy, é um ícone gay, porque no filme Dorothy aceita quem é diferente. Outros dizem que a frase se refere à famosa comediante Dorothy Parker, que incluiu vários gays em seu círculo social.

## Investigação Militar
No início dos anos 1980, o Serviço Naval Investigativo Criminal estava investigando a homossexualidade na área de Chicago. Os agentes descobriram que os gays às vezes se autodenominam "amigos de Dorothy". Sem saber do significado histórico do termo, os agentes do NIS acreditavam que na verdade havia uma mulher chamada Dorothy no centro de um enorme círculo de militares homossexuais, então eles lançaram uma caça enorme e fútil pela evasiva "Dorothy", na esperança de encontrar ela e convencê-la a revelar os nomes dos membros do serviço que eram gays.